# FWE Women's Championship
El FWE Women's Championship es un campeonato perteneciente a Family Wrestling Entertainment (FWE). La primera campeona fue Maria Kanellis, quien lo ganó en la final de un torneo el 25 de febrero de 2012. Han sido 5 las mujeres que han tenido este título, habiendo seis reinados. Veda Scott fue la última luchadora en ganar este título debido al cierre de la empresa.

## Historial de Campeonas

### Reinados
| Campeonas      | Reinado | Fecha                 | Días | Show o Evento         | Notas |
| -------------- | ------- | --------------------- | ---- | --------------------- | --- |
| Maria Kanellis | 1       | 25 de febrero de 2012 | 28   | No Limits             | María derrotó a Winter en la final de un torneo de cuatro mujeres para convertirse en la primera campeona. |
| Winter         | 1       | 24 de marzo de 2012   | 126  | Welcome to the Rumble | Fue una Triple Amenaza entre Maria, Winter y Rosita. Winter cubrió a Rosita para alzarse como campeona.    |
| Maria Kanellis | 2       | 28 de julio de 2012   | 621  | X                     | Reinado más largo de la historial del campeonato.                                                          |
| Ivelisse Vélez | 1       | 4 de octubre de 2014  | <1   | Refueled 2            | Reinado más corto de la historia.                                                                          |
| Candice LeRae  | 1       | 4 de octubre de 2014  | 158  | Refueled 2            | |
| Veda Scott     | 1       | 11 de marzo de 2015   | 332+ | Hennigan vs. Styles   | |
| Vacante        | ?       | ?                     | ?    | ?                     | Desactivado debido al cierre de FWE                                                                        |

- Datos: Q1443003